# Isola Desroches
L'isola di Desroches (in francese Île Desroches; in inglese Desroches Island) è la principale isola delle Amirantes fa parte delle territorio delle isole Esterne delle Seychelles.

## Geografia
È localizzata nell'oceano Indiano a 230 km sud-ovest di Mahé, l'isola principale delle Seychelles, dalla quale delle Amirtantes è la più vicina ed anche l'unica ad aver una struttura alberghiera.

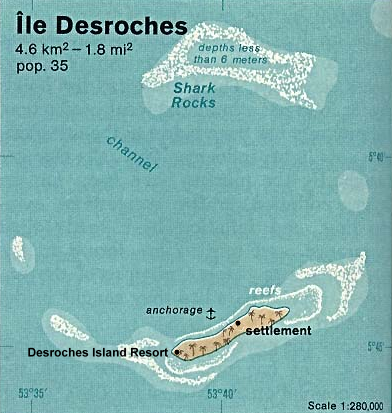
Mappa dell'atollo di Desroches

Lunga 5 km e larga 1,5 ha una superficie di 3,24 km² e vi risiedono circa 19 persone. Giace nella parte meridionale di una scogliera dalle caratteristiche dell'atollo. A nord si trovano gli scogli del Shark's Bank. A nord dell'isola si trova un faro. Possiede un piccolo aeroporto collegato con Mahé in circa 40 minuti.

## Storia
Desroches è stata denominata dal De Roslan, comandante della nave L'Heure du Berger, in onore di Des Roches governatore delle Mauritius e Réunion dal 1767 al 1772.
Fu esplorata da De la Billioère nel 1771.
I britannici l'avevano originariamente chiamata come Isola Bosco a causa della densa vegetazione arobrea che vi si trovava. L'isola era infatti anche un importante produttore di copra.

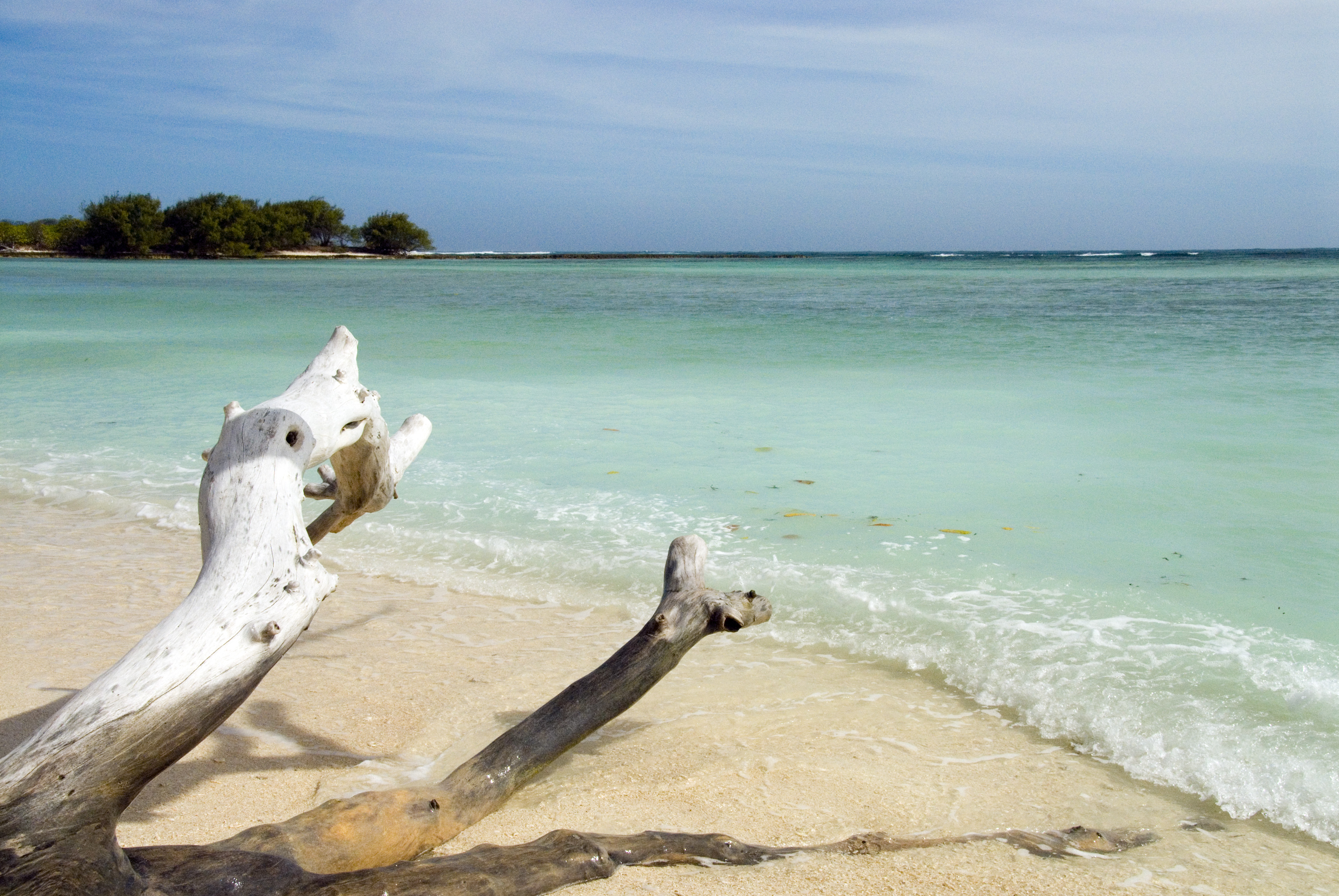
La spiaggia sul lato ovest dell'isola

 Come il resto delle isole Amirantes, Desroches è stata parte delle Seychelles fino a diventare una colonia separata nel 1909. L'8 novembre 1965 il Regno Unito separa Desroches dalle Seychelles per divenire parte del nuovo Territorio britannico dell'oceano Indiano insieme con Farquhar, Aldabra e l'arcipelago Chagos, ma ritornò alle Seychelles, assieme alle prime due, il 23 giugno 1976 pochi giorni prima dell'atto di indipendenza dal Regno Unito il 29 giugno.
Nel 1988 fu costruito nel sud dell'isola a poca distanza dall'aeroporto l'albergo.